# Bactrocera cucurbitae
Bactrocera cucurbitae is een vliegensoort uit de familie van de boorvliegen (Tephritidae). De wetenschappelijke naam van de soort is voor het eerst geldig gepubliceerd in 1899 door Daniel William Coquillett.
De waardplanten van deze soort komen uit de komkommerfamilie en is in het zuiden van Azië een van de belangrijkste plaaginsecten. Soms worden ook planten van een andere familie aangevallen. Het vrouwtje legt de eitjes onder de schil van de vrucht, waarna de eitjes na 1 tot 3 dagen uitkomen. De wittige larve eet gedurende 4 tot 7 dagen van het vruchtvlees. De verpopping vindt plaats in de grond onder de waardplant. Na 1 tot 2 weken komt de pop uit. 
De soort komt voor in een groot deel van Azië en wordt ook incidenteel in Afrika, Noord-Amerika en Oceanië waargenomen, maar heeft zich daar niet gevestigd.  